# خشکه‌چین

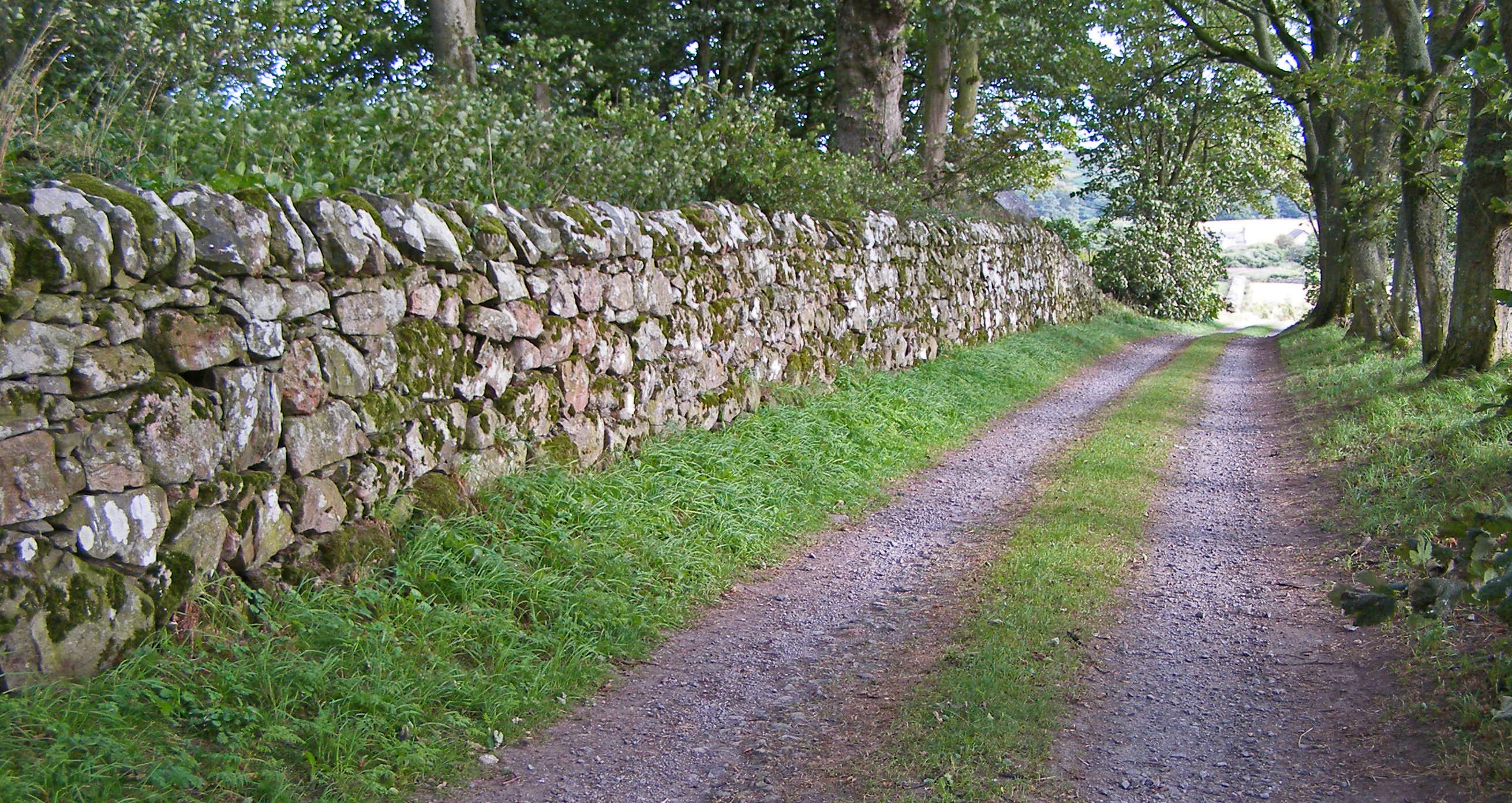

خشکه‌چین به روی هم یا کنارهم چیدن سنگ‌ها یا عناصر ساختمانی به شکل منظم و بدون استفاده از ملات گفته می‌شود. انواع خشکه‌چین عبارتند از:
1. دیوارچینی
2. قلوه‌کاری
3. سنگ چسبانی با اتصالات خشک
4. برای حصار کشی‌ها بدون ملات
5. عرض دیوار نباید کمتر از ۶۰ سانتی‌متر باشد
6. دیوارها کوتاه
7. فقط تحمل وزن خود را دارد و نمی‌توان بر این دیوارها نیرو وارد کرد

نوعی از این دیوار به نام دیوار دو پشته است و با قرار دادن دو ردیف سنگ در امتداد مرز دیواری ساخته می‌شود. سنگ‌های پی به وضع مطلوب در زمین نصب می‌گردند به نحوی که پایداری ایستش در خاک را دارا باشد. ردیف‌ها از سنگ‌های بزرگ مسطح تشکیل شده است، هرچه دیوار بالا می‌رود سایز دیوار کاهش می‌یابد. سنگ‌های کوچکتر ممکن است به عنوان پرکُنَک یا گوه در محل‌های سنگ کاری که در آن سنگ به شکل طبیعی گرد است، استفاده شود. این سنگ در ابعاد بزرگ برای ساخت بنا‌های سنگی روستایی استفاده می‌شود. کروی بودن آن باعث می‌شود که فاقد اتصالات خوب و درگیر با هم باشند. ضخامت دیوار ۵۰ س کمتر نباشد. غیر باربر بودن دیوار بند کشی در این دیوارها در سطحی وسیع است تا برجستگی سنگ‌ها کمتر مشخص شود.
سنگ‌ها یا به وسیلهٔ ملات‌های مختلف به هم متصل می‌شوند، یا توسط بستهای فلزی یا با تراش خاصی که به سنگ می‌دهند در آن‌ها حالت توخالی و توپری ایجاد کرده و آن‌ها را کنار هم می‌چینند؛ مثلاً در بناهای تخت جمشیداز دو سنگی که قراربود درکنار هم قرارگیرند دو ذوزنقه بیرون می‌آوردند و در وسط قسمت خالی شده، بست فلزی کارگذاشته و اطرافش را سرب می‌ریختند؛ که به این نوع بست دم چلچله ای می‌گفتند. در غرب به جفت کردن سنگ‌ها بدون ملات و با استفاده از بست در کنار یکدیگر، استروتومی می‌گویند. این شیوه در معابد یونانی اجرا شده است.
سنگ خشک روش ساخت و سازی است که در آن سازه‌ها از سنگ‌های بدون ملات و ساروج به هم پیوند خورده‌اند. سازه‌های سنگ خشک به دلیل روش ساخت و ساز منحصر به فرد خود با مشخصه‌ای از یک نمای تحمل بار از سنگ‌هایی که با دقت انتخاب گردیده‌اند، دارای استقامت می‌باشند.
تکنولوژی سنگ خشک بهترین روش در زمینه ساخت و ساز دیوار شناخته شده است اما آثار هنری خشک سنگ‌ها در ساختمان‌ها، پل‌ها و سازه‌های دیگر نیز وجود دارد.
دیوار سنگی خشک همچنین به عنوان یک دایک (سد)، چینه ی سنگی، پرچین سنگ خشک، حصار صخره ای یا حصار سنگی، یک دیوار ساخته شده از سنگ و بدون اینکه ملاتی آن هارا به هم پیوند داده باشد شناخته شده است. همان‌طور که در هر ساخت و ساز سنگ خشک، فراگشتی ساختاری از نیروهای همفشاری و هم چفتی از سنگ ناشی می‌شود. چنین دیوارهایی به‌طور سنتی در ساخت و ساز ساختمان به عنوان مرزهای کشتزارها، دیوار باغ یا دیوار حیاط کلیسا و در دامنه‌های شیب دار در جهت دیوارهای حایل برای تراس‌بندی و کرت‌بندی مورد استفاده بوده است.

## ساختار
چندین روش برای ساخت دیوارهای سنگی خشک با توجه به میزان و نوع سنگ‌های قابل دسترس وجود دارد. بیشتر دیواره‌های قدیمی تر از سنگ و تخته سنگ‌هایی ساخته می‌شد که از پاک سازی مزارع در طول آماده‌سازی برای کشاورزی جمع‌آوری می‌شد اما بسیاری از معدن استخراج سنگ نزدیک محل فراهم می‌آمد. برای دیوارهای امروزی، تقریباً همگی از سنگ استخراجی استفاده می‌شود. نوع دیوار ساخته شده به طبیعت سنگ‌های موجود بستگی دارد.
نوعی از این دیوار به نام دیوار دو پشته است و با قرار دادن دو ردیف سنگ در امتداد مرز دیواری ساخته می‌شود. سنگ‌های پی به وضع مطلوب در زمین نصب می‌گردند به نحوی که پایداری ایستش در خاک را دارا باشد. ردیف‌ها از سنگ‌های بزرگ مسطح تشکیل شده است، هرچه دیوار بالا می‌رود سایز دیوار، کاهش می‌یابد. سنگ‌های کوچکتر ممکن است به عنوان پرکُنَک در محل‌های سنگ کاری که در آن سنگ به شکل طبیعی گرد است، استفاده شود. دیوارها لایه به لایه (دوره دوره) تا ارتفاع مورد نظر ساخته شده است، و در فواصل، سنگ‌های همبند (تیر افقی) یا سنگ‌های سراسری هر دو نمای دیوار و برخی اوقات طرح قرار می‌گیرد. این مسئله بر پیوند سازه و تا حد زیادی افزایش قدرت دیوار تأثیر دارد، در غیر این صورت دو دیوار باریک بر یکدیگر خمش پیدا می‌کنند. در بریتانیا عرض دیوار همچنانکه دیوار بالاتر می‌رود همواره کاهش می‌یابد. فضاهای خالی بین سنگ‌های نما و روکار به دقت با سنگ‌های کوچکتر بسته‌بندی شده است. لایه نهایی در بالای دیوار نیز از سنگ‌های بزرگ که سرسنگ، هِرَّّّه یا سر دیوار نامیده می‌شود، تشکیل گردید است. بطوریکه که با سنگ تیر همبند، سرسنگ‌ها تمامی عرض دیوار را احاطه می‌کنند، و از شکستن و از هم جدا شدگی جلوگیری می‌کند. در برخی مناطق، مانند ساوت ولز در انگلستان یک سنت از قرار دادن سرسنگ در لایه (چینه) نهایی از سنگ‌های صاف کمی پهن‌تر غیر از بالای دیوار مناسب وجود دارد.
علاوه بر محل ورود (دروازه) یک دیوار ممکن است به عمد به کوچکی یک شکاف برای عبور یا کنترل جانوران وحشی حیات وحش و حیوانات اهلی مانند گوسفند ساخته شود. رخنه‌های کوچکتر معمولاً کمتر از ۸ اینچ در ارتفاع "سوراخ جهش " نامیده می‌شود. رخنه‌های بزرگ‌تر، ممکن است بین هیجده و ۲۴ اینچ ارتفاع داشته باشند، که "سوراخ لَس (لنگ)" نامیده می‌شود.
دیوار تخته سنگی (پرنیخ) یک نوع دیوار تک جداره است که در آن دیوار اساساً از تخته سنگ‌های بزرگ تشکیل شده است که در اطراف سنگ‌های کوچک‌تر قرار می‌گیرد. دیوارهای منفرد با سنگ‌های صاف و بزرگ بهتر کار می‌کنند. به‌طور ایده‌آل، بزرگ‌ترین سنگ در پایین قرار داده شده و کل دیوار به سمت بالا شکل هرمی به خود می‌گیرد. گاهی یک ردیف از سر سنگ یا هره ردیف بالایی دیوار را با ضلع‌های مستطیل شکل بزرگ از هر سر سنگ عمود، هم تراز با دیوار کامل می‌کند.
چینهٔ سنگی گالووای (بخشی از جنوب غربی اسکاتلند امروزه جزو ناحیهٔ Galloway & Dumfries) شامل یک شالوده ساخت و ساز دو جداره با لایه‌های مختلف ساخت و ساز تک دیواره است. آن‌ها سست و زهوار دررفته با تعداد زیادی رخنه به نظر می‌رسند که مانع دام (و انسان) در جهت تلاش برای ورود به آن می‌شوند.
نوع دیگر «پرچین کرنیشی یا کرنوالی» (ایالت کرن وال انگلیس) یا پرچین کلاود ویلزی (منطقه‌ای در انگلستان) است که یک توده زمین پوشیده از سنگ است که توسط چمن و بوته زارها و درختان احاطه شده است و با یک برآمدگی درونی شیب دار مشخص می‌گردد (شیب پرچین). همان‌طور که در بسیاری از گونه‌های دیگر از دیوار، ارتفاع به اندازهٔ عرض شالوده است و در راس به اندازهٔ نصف عرض پی است.
در مناطق مختلف دگر دیسی و تغییرات جزئی در روش معمول ساخت و ساز داده‌اند که برخی اوقات به دلیل محدودیت‌های بوده است که برای تهیهٔ مواد و مصالح ساختمانی در دسترس وجود داشته است.

#### نشانه گذاری‌های خشک سنگ
در انگلستان و سوئیس، ممکن است برای پیدا کردن سازه‌های سنگ خشک و بدون هر گونه عملکرد آشکار است. بزرگ‌ترین و قدیمی‌ترین آنها، مانند استون هنج، به احتمال زیاد به مراسم بت‌پرست باستان مرتبط است. با این حال، ساختارهای کوچکتر سنگی ممکن است تنها به عنوان نشانه برای نشان دان مسیرهای کوه یا مرزهای صاحبان زمین ساخته شده باشند. در بسیاری از کشورها، سنگ چین‌ها به عنوان نشانگر راه به سوی بالای کوه استفاده می‌شود.
ساختمان‌های سنگی خشک (خشکه چین)
همچنان‌که تکنیک دیوار خشکه چین عموماً برای حصارکشی دشت‌ها مورد استفاده قرار می‌گیرد، در ساختمان‌ها نیز کاربرد دارد. بلاک هاوس‌های دارای سقف علفی مناطق کوهستانی با استفاده از روش دیوار خشکه چینی مضاعف ساخته می‌شود. هنگامیکه این ساختمان‌ها بدین روش ساخته می‌شوند وسط دیوار به‌منظور مقابله با خشکی عموماً با خاک و شن پر می‌شود. در عصر آهن و شاید زودتر این تکنیک نیز در ایجاد ساختمان‌های محافظ مانند دیوار قلعه Eketorp (سوئد)، قلعه Maiden و قلعه‌های North Yorkshire, Reeth, Dunlough در جنوب غربی ایرلند و در خندق Long Scar Dyke مورد استفاده قرار گرفته است. اکثر این خشکه چین‌ها که امروزه وجود دارند متعلق به قرن ۱۴ و قبل از آن هستند که به‌منظور تقسیم نمودن زمین‌ها و نگهداری حیوانات استفاده می‌شدند. نمونه بی نظیر آن را می‌شود در سرزمین Muchalls Castle یافت

#### پل‌های خشکه‌چین
از زمان قرون وسطی تعدادی از پل‌ها به وسیلهٔ روش خشکه چین ساخته شدند که توانایی حمل اسب‌ها و رفت‌وآمد مردم را داشتند. نمونه بارز آن پل دو قوسی سنگ آهکی در Alby سوئد و در جزیره Öland موجود است.

#### بناهای یادبود خشکه چین
در سومالیای شمال خاوری در ۲۰ کیلومتری دشت ساحلی Aluula خرابه‌هایی از بنای یادبود بر روی سکو وجود دارد. ساختار آن توسط دیوار خشکه چین مستطیلی شکل شکل گرفته است که که ارتفاع کمی دارد. فضای بین آن با قلوه سنگ پر شده است و به صورت دستی با سنگ‌های کوچک پوشانده شده است. سنگ‌های بزرگی به صورت ایستاده نیز در گوشه عمارت قرار گرفته‌اند. نزدیک سکو مقبره‌هایی وجود دارد که برون نمای سنگی دارند. با ابعادی داری ۲۴ در ۱۷ متر این ساختار بزرگ‌ترین پلاتفرم یا سکوی بنای یادبود باستانی است که متعلق به سومالیای شمال خاوری است.

#### دیواره‌های باستانی
تاریخ برخی از سازه‌های دیوار خشکه سنگ‌ها در شمال غرب اروپا را به قرن نوسنگی مربوط می‌گردد. به باور اتحادیهٔ حرفه‌ای یا کارگری قدمت برخی از پرچین‌های کرنوالی بیش از ۵۰۰۰ سال قبل از میلاد برمی‌گردد، اگر چه به نظر می‌رسد شواهد تاریخی کمی برای این ادعا وجود دارد. همانند مهارت‌های قدیمی تر امروزه والرهای مجرب بسیار اندک هستند. با پیدایش فنس گذاری سیمی مدرن می‌توان دشت‌ها را با هزینه و زمان کم تری فنس گذاری کرد. به دلیل اهمیت و چشم‌انداز رو به رشد دیوارهای سنگی خشک والرها همچنان مورد تقاضا هستند. در County Mayo ایرلند زمین بناهای آن از دیوارهای خشکه چین ساخته شده است و از کود گیاهی (تورب) ساخته شده‌اند و از نظر کربنی تاریخ آن متعلق به ۳۸۰۰ سال قبل از میلاد است. بناهای عظیم آکروپولیس Mycenae و تخت جمشید نیز با این روش ساخته شده است.

## نگارخانه

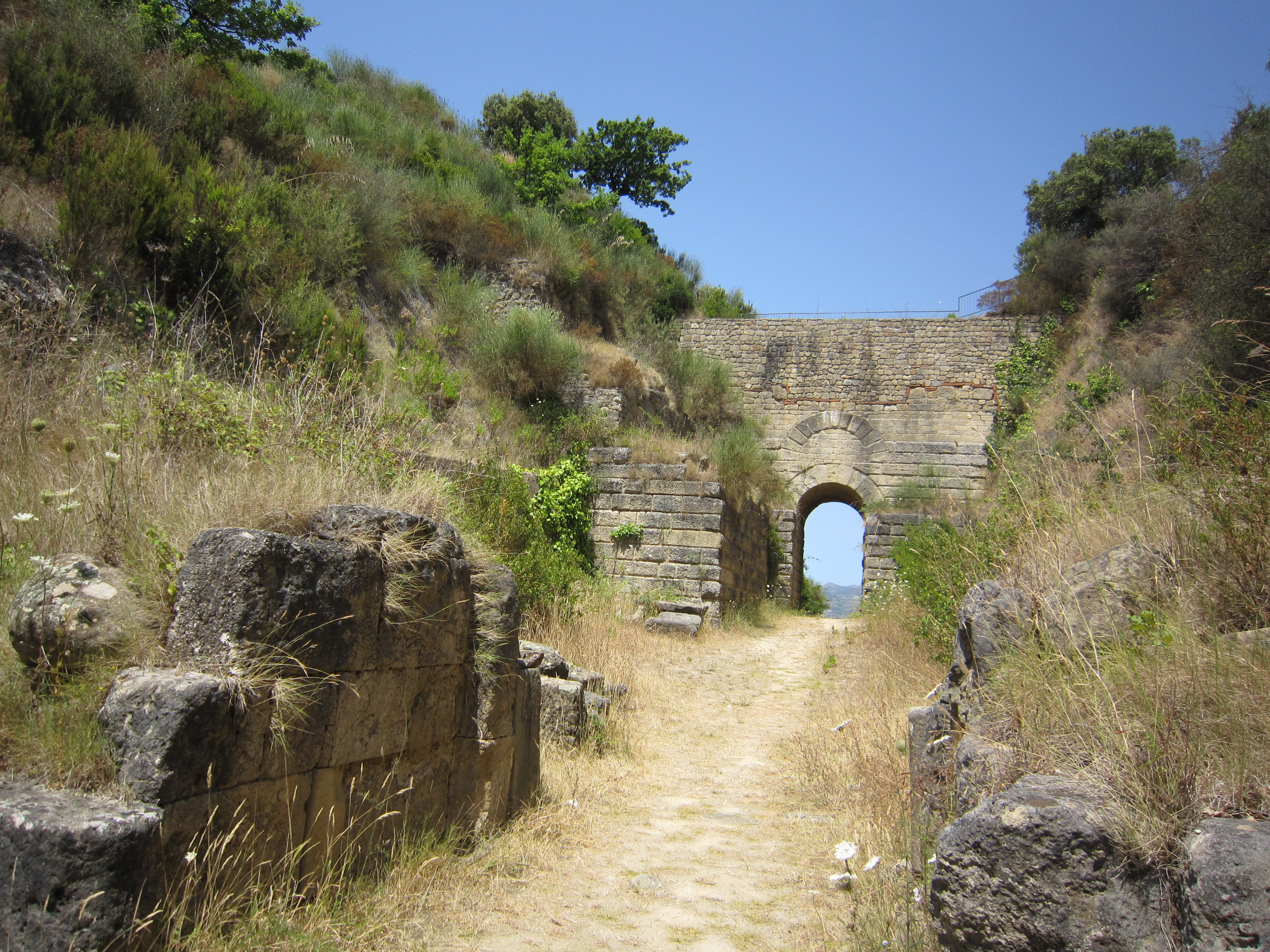
طاق سنگی خشک به نام Porta Rosa (اواسط قرن چهارم قبل از میلاد)، در Elea،ایتالیا
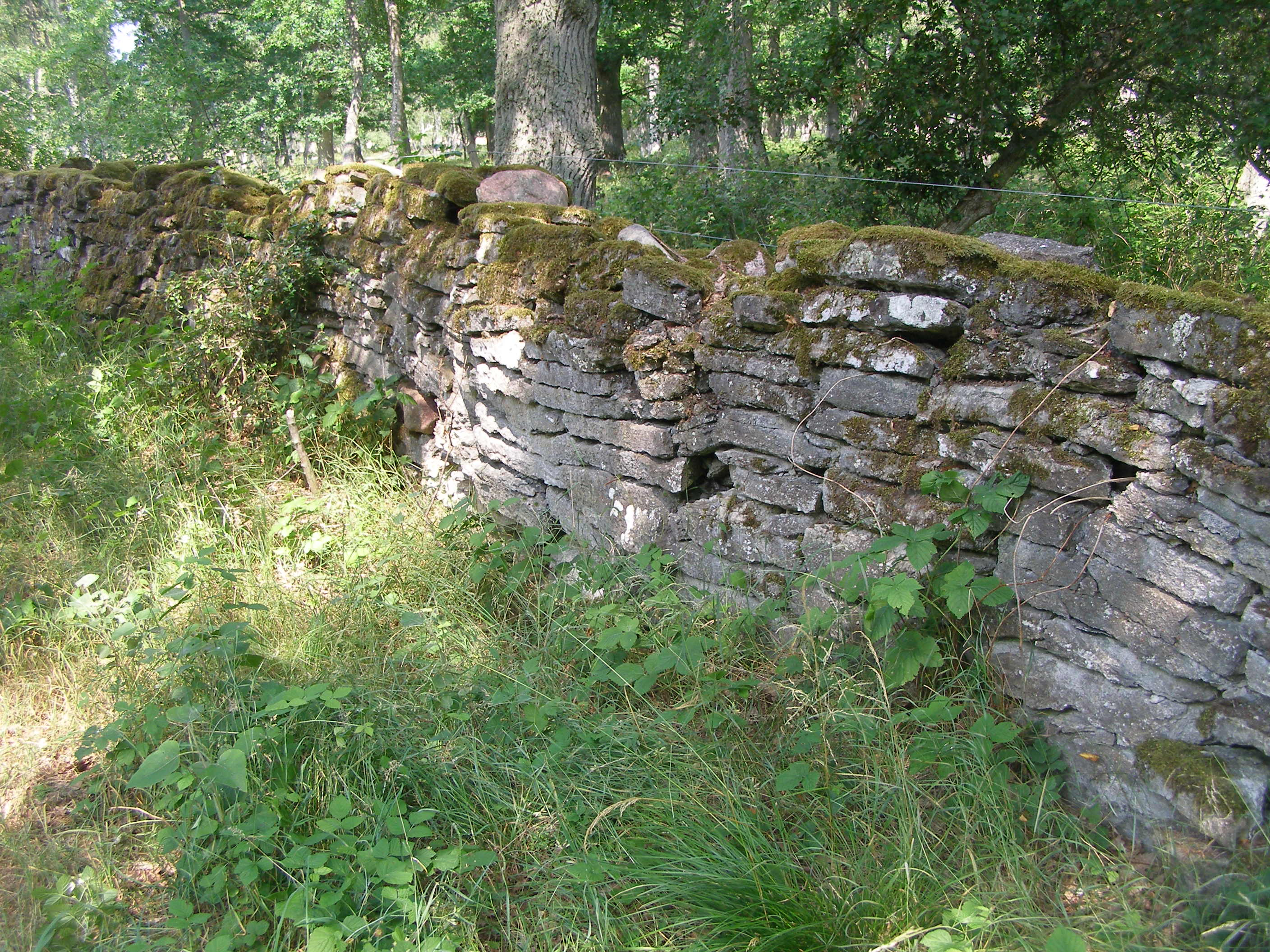
16th-century dry stone wall in the Ottenby Reserve, اولاند، سوئد
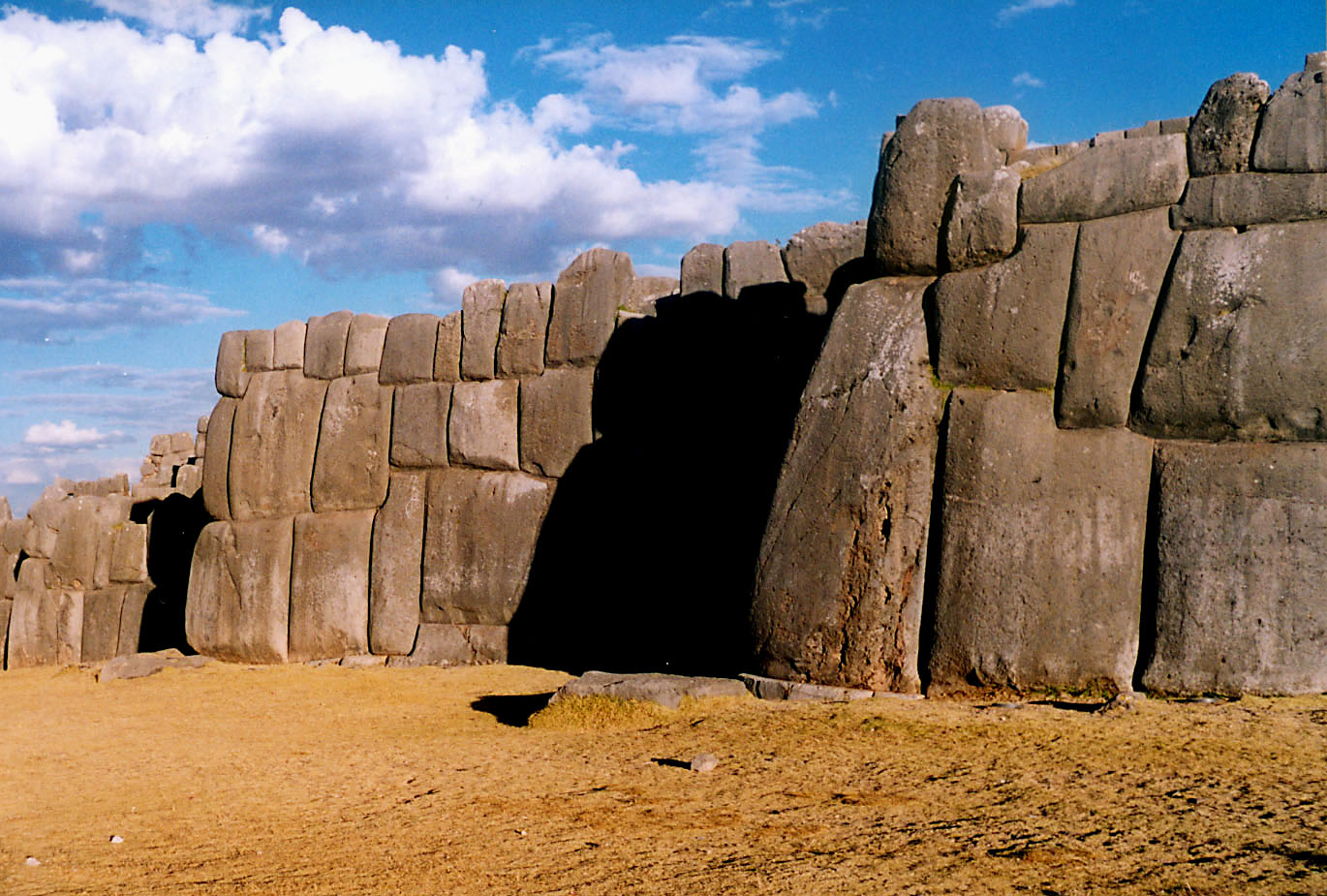
Inca wall of dry stone in Sacsayhuamán fortress, کوسکو، پرو
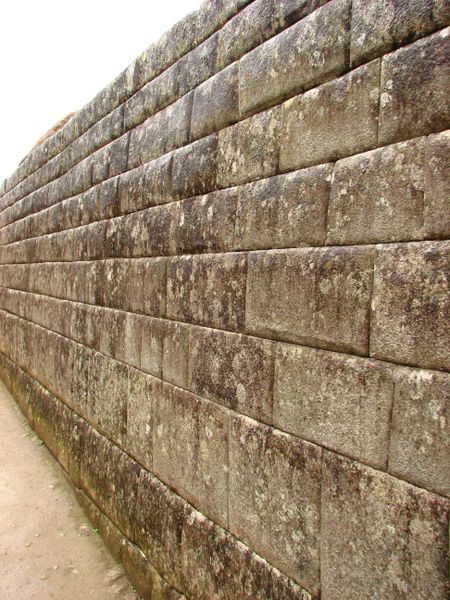
دیوار اینکا از سنگ خشک در ماچو پیچو، پرو
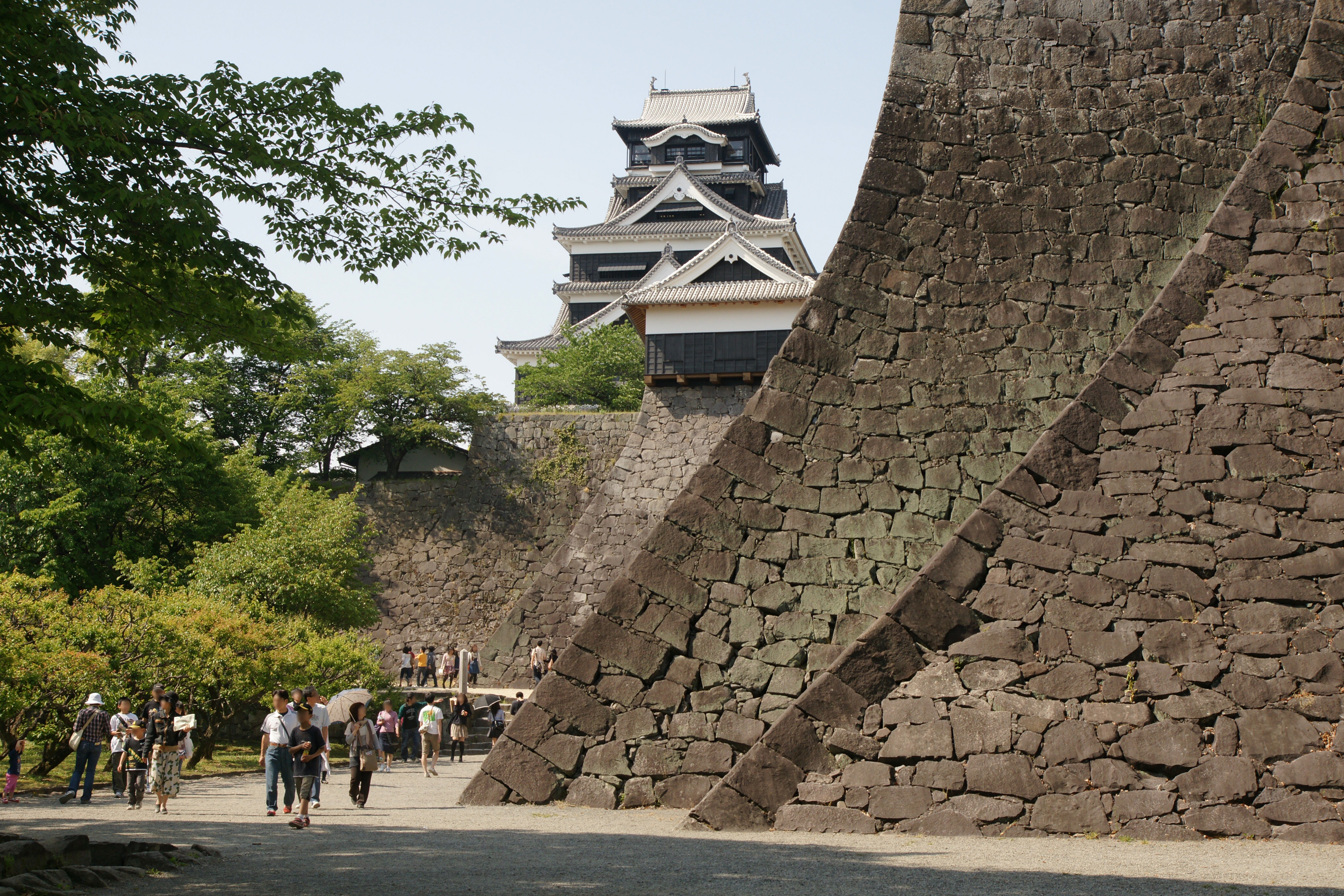
Dry stone walls in قلعه کوماموتو، ژاپن. Completed in 1600.
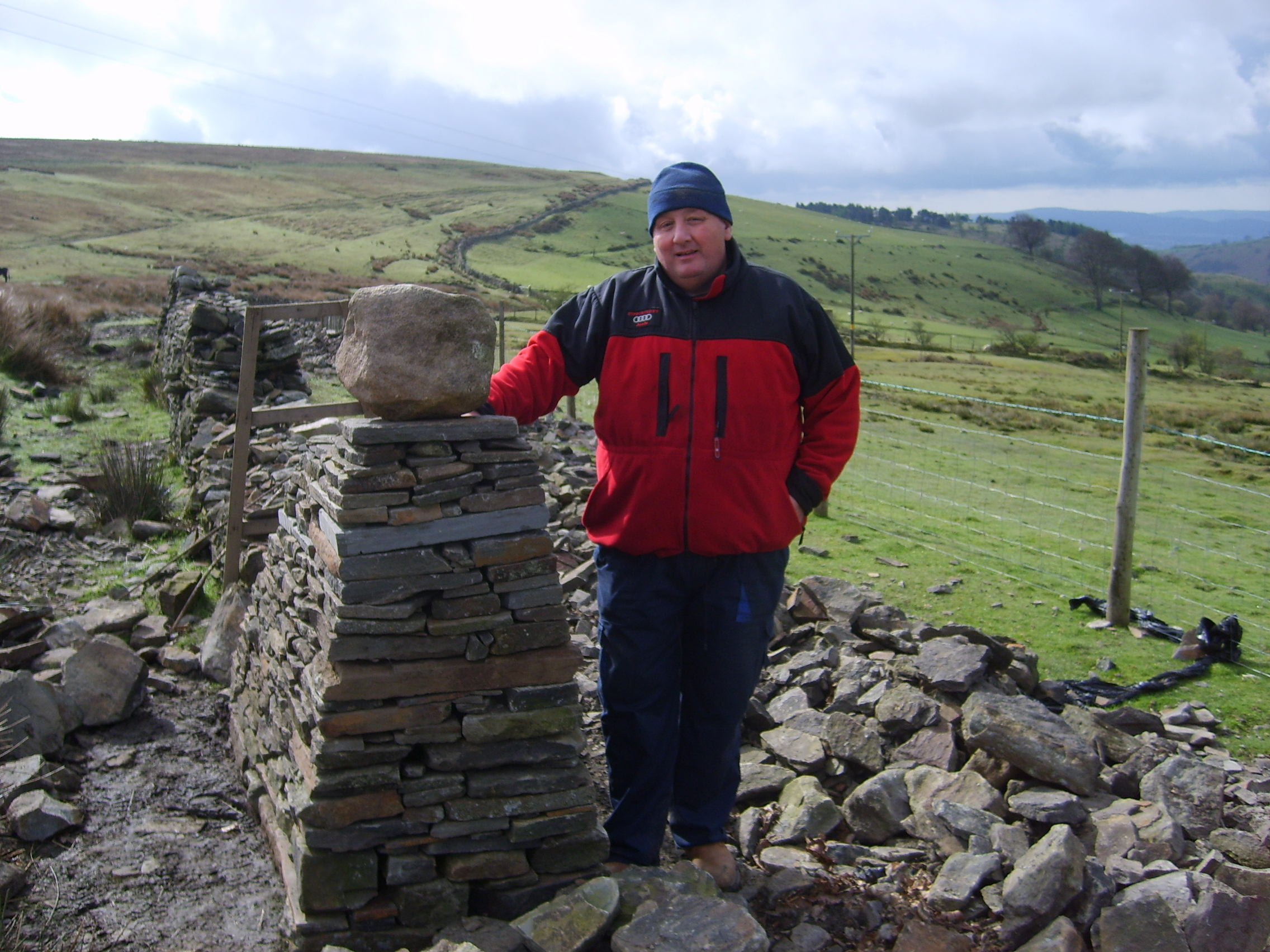
بخش انتهایی دیوار خشک سنگی در جنوب تکمیل شده است ولز بریتانیا
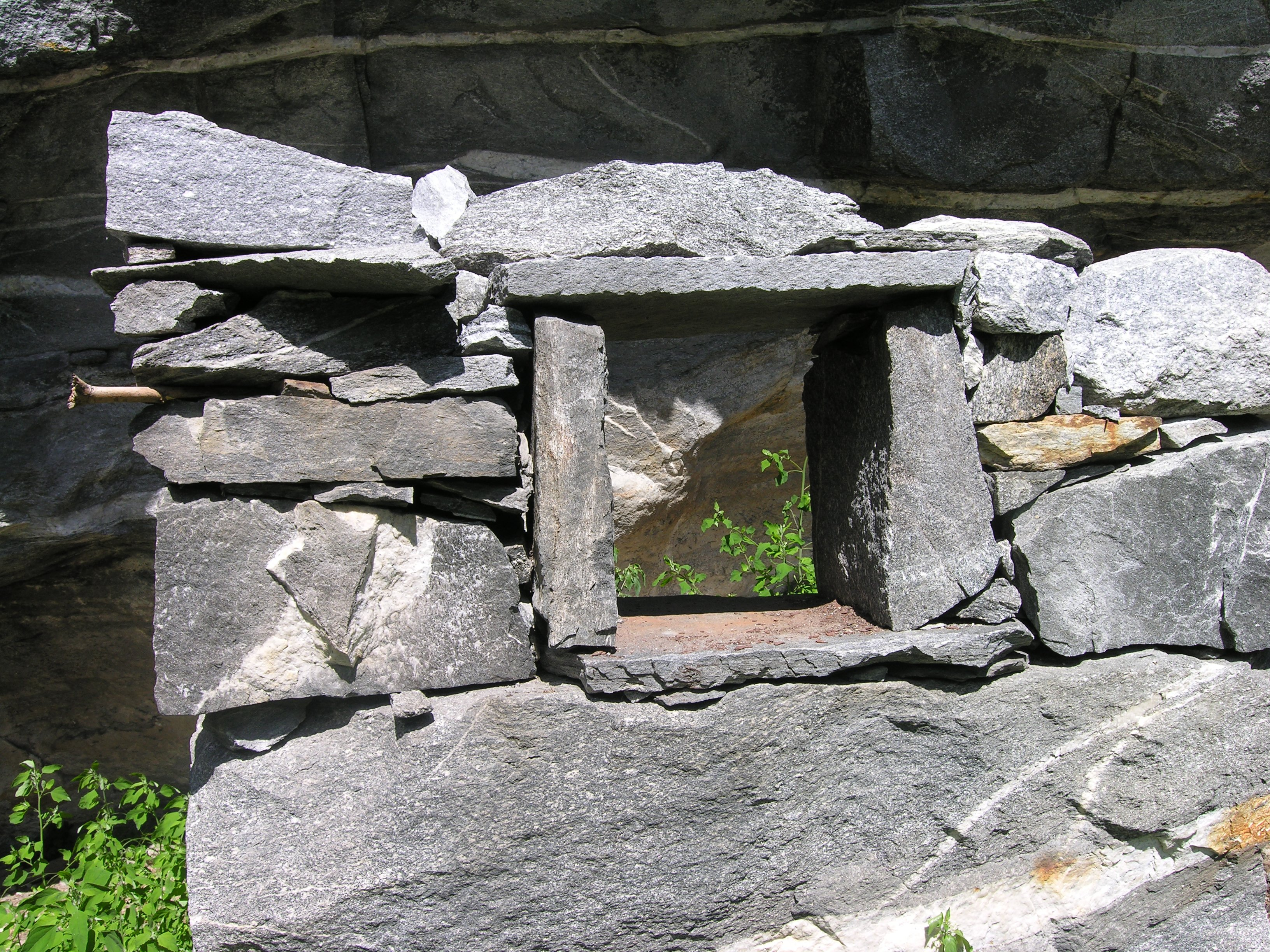
Dry stone wall with window in Bignasco, سوئیس (Swiss-Italian part)
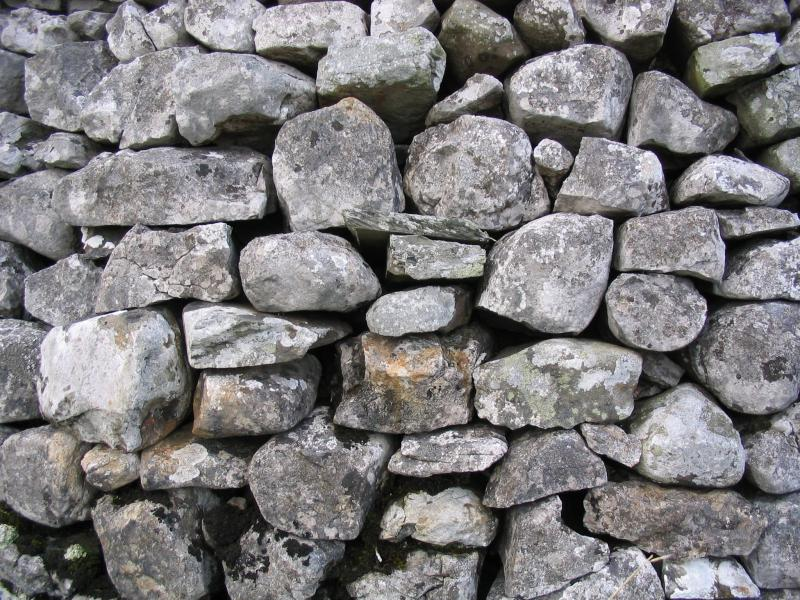
Detail of a dry stone wall in the Yorkshire Dales
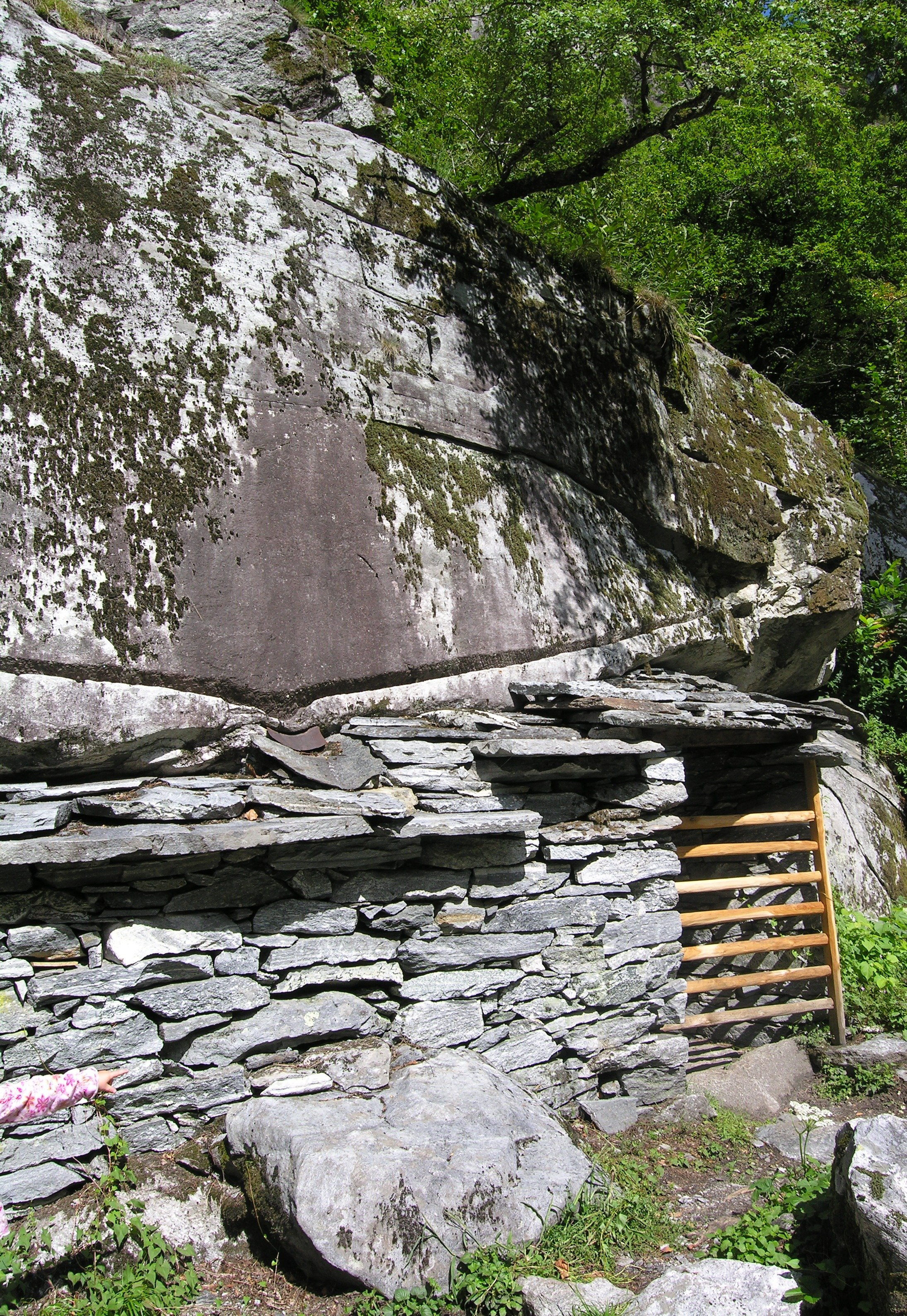
اضافه کردن یک دیوار سنگی خشک برای تبدیل فضای زیر یک سنگ بزرگ به یک ساختمان کاربردی در نزدیکی بیگناسکو،  سوئیس
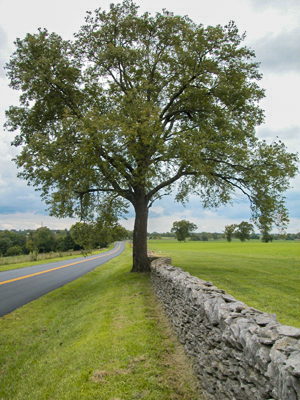
Bluegrass and rock fence of local سنگ آهک in central کنتاکی
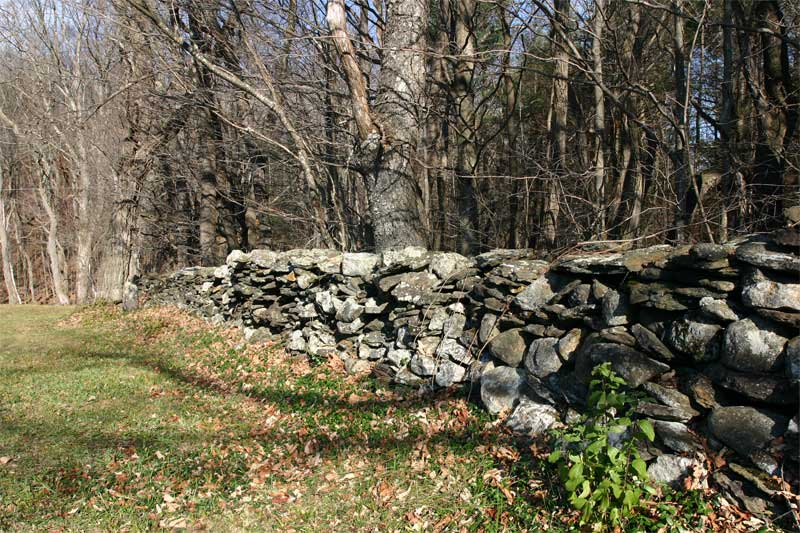
A rock fence in Guilford, Vermont
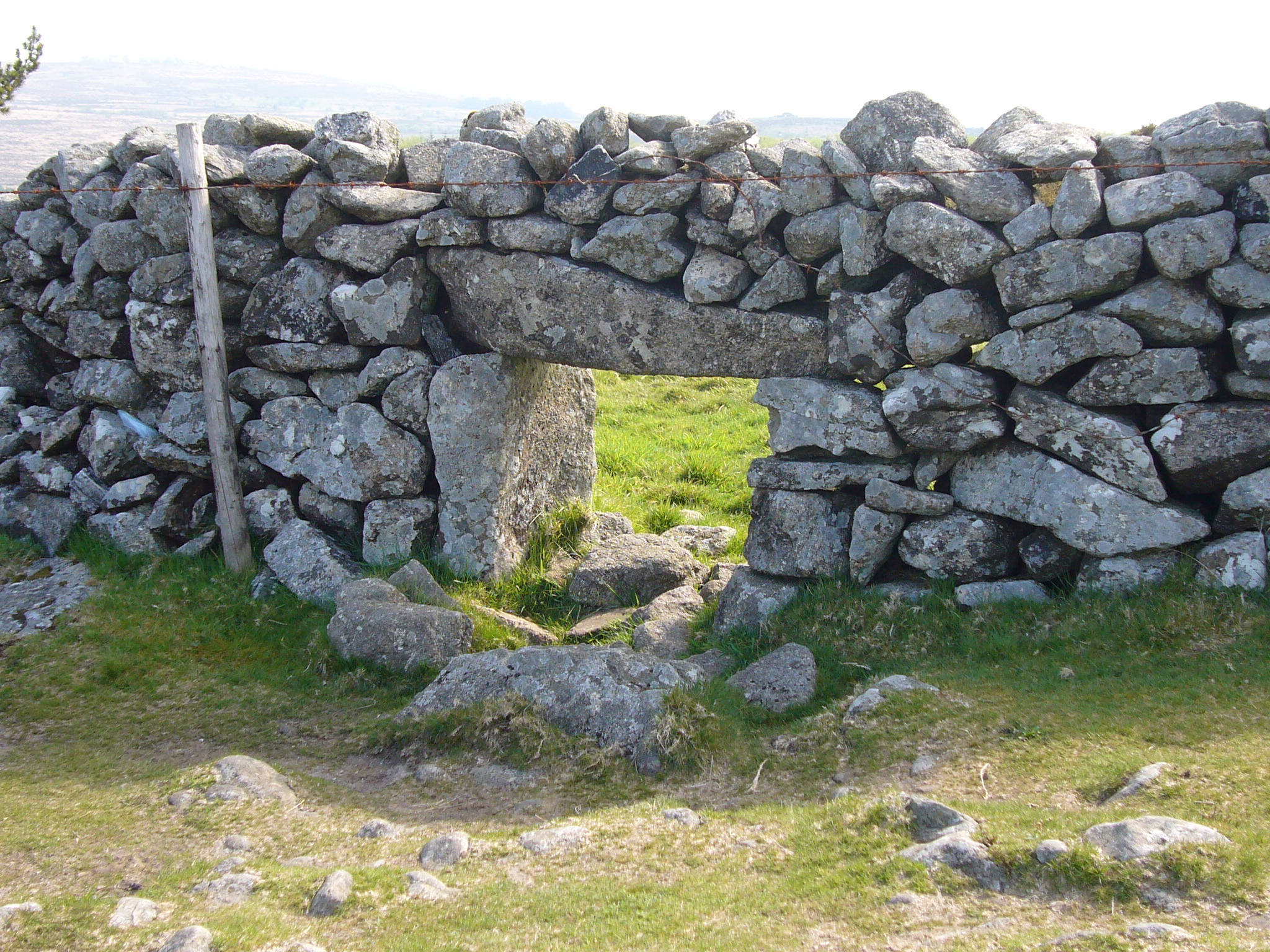
Showing a "sheep creep" in a dry stone wall on Dartmoor بریتانیا
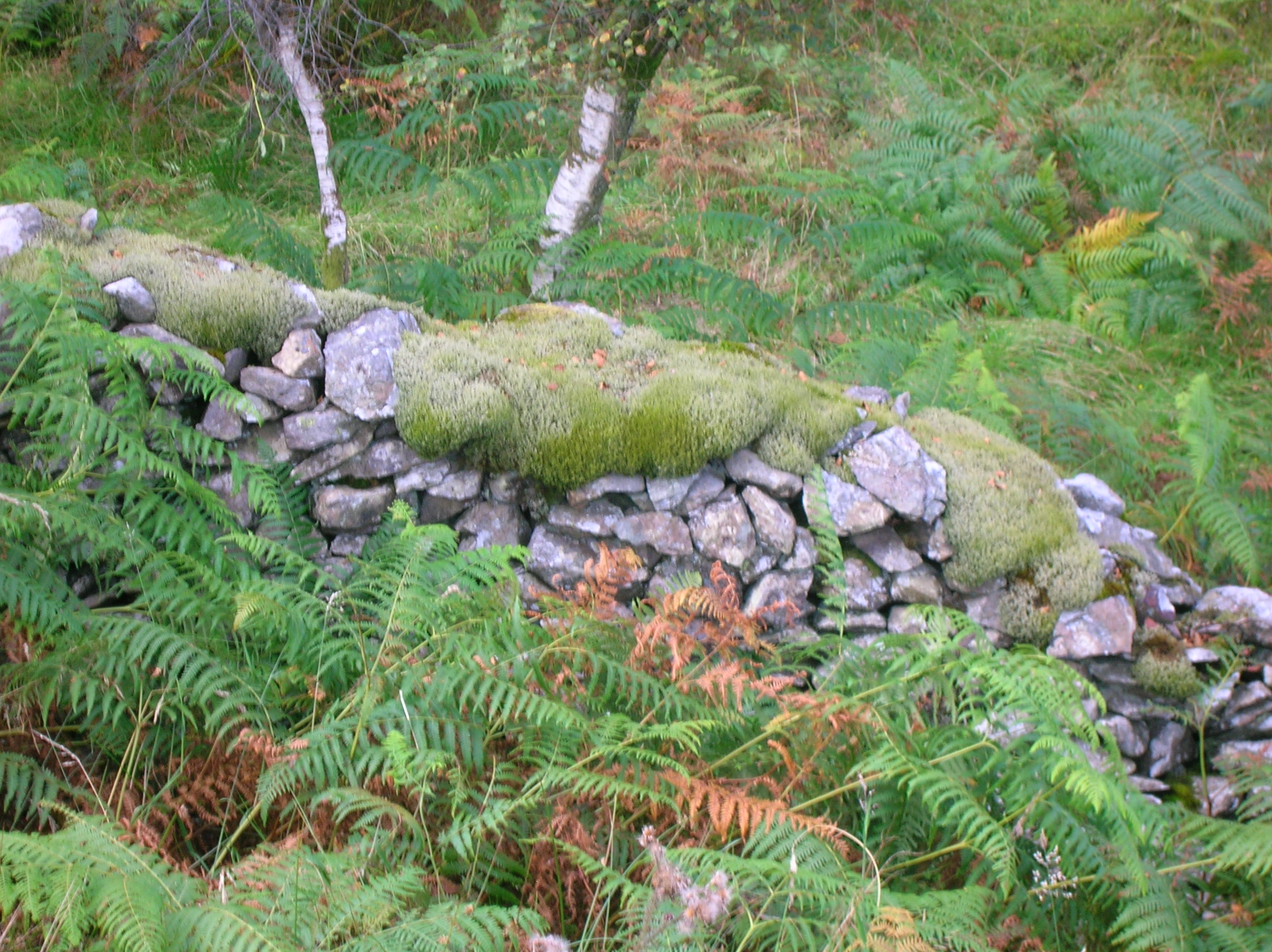
Dry stone wall near a chambered cairn below Cuff Hill in اسکاتلند
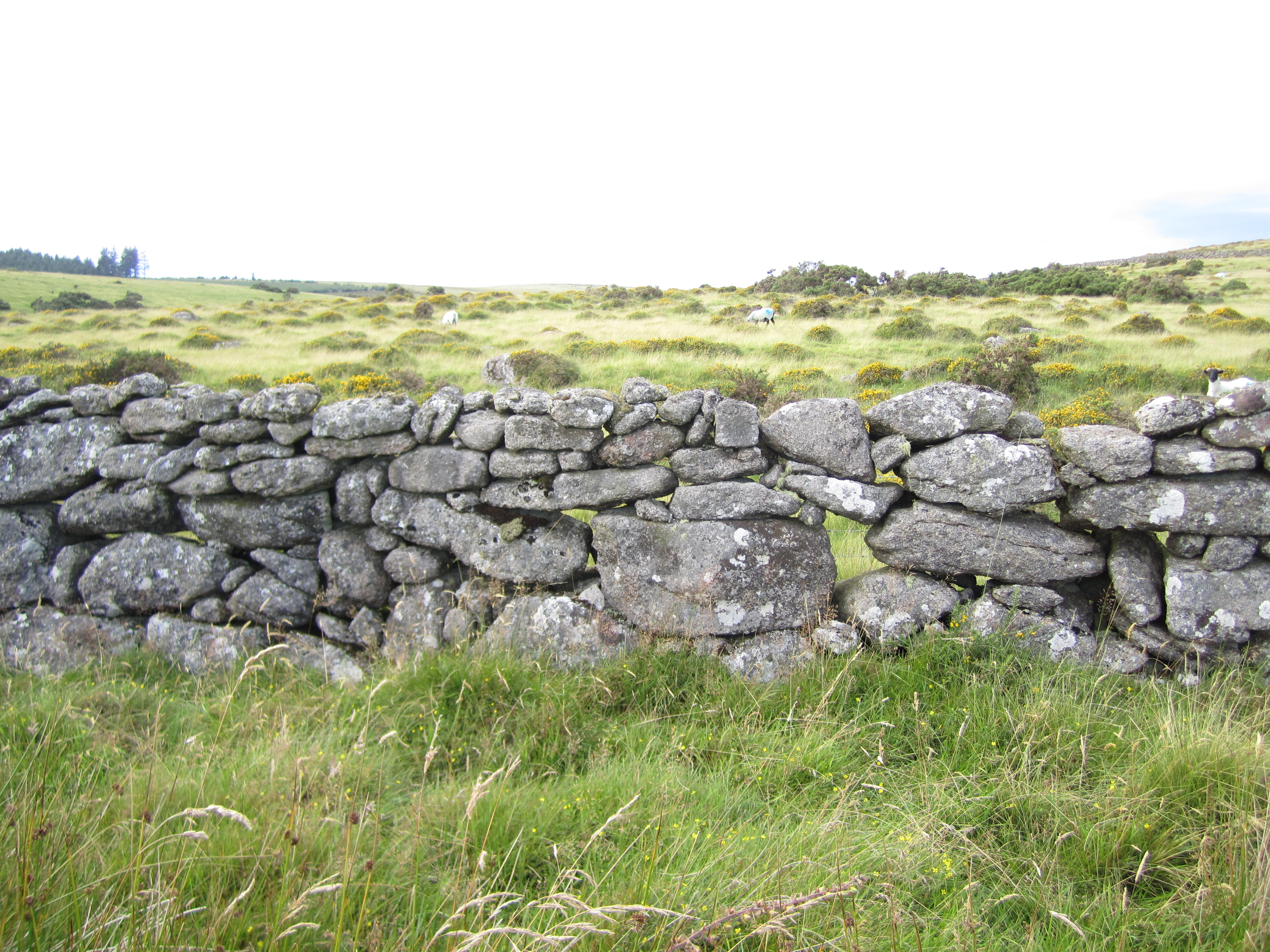
Dry Stone wall on Dartmoor
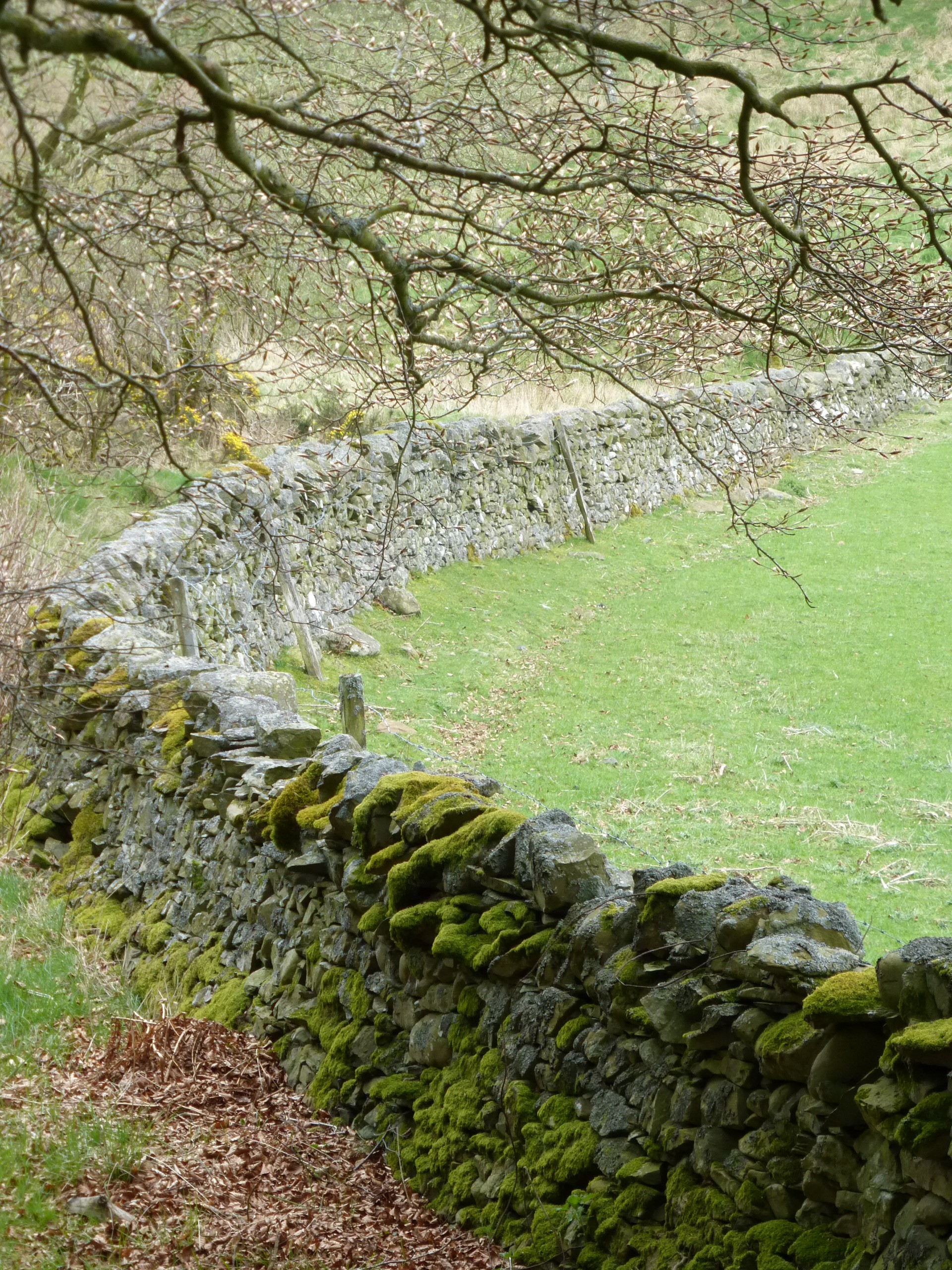
Drystane dyke, Tweeddale, Scotland